# Scuol4
Scuol4 è un singolo del rapper e DJ producer italiano Thasup, pubblicato l'8 giugno 2018 come secondo estratto dal primo album in studio 23 6451.

## Descrizione
Quarta traccia dell'album, il testo è di natura autobiografica e narra come il rapper abbia abbandonato gli studi all'età di 15 anni per seguire la propria vocazione musicale.

## Tracce
1. Scuol4 – 2:50

## Classifiche
| Classifica (2019) | Posizione massima |
| ----------------- | ----------------- |
| Italia            | 20                |